# Liste des familles de la noblesse allemande
La liste des familles de la noblesse allemande reprend l'ensemble des familles ayant fait partie officiellement de la noblesse allemande dans le Saint-Empire, jusqu'en 1806 et dans l'Empire allemand jusqu'à son abolition en 1918. Bien qu'abolie, il existe aujourd'hui différentes institutions qui perpétuent la tradition juridique du droit nobiliaire, la Commission allemande du droit nobiliaire (Deutscher Adelsrechtsausschuss) peut trancher des questions telles que la lignée, la légitimité et le droit d'une personne à porter un nom de noblesse, conformément au droit nobiliaire codifié tel qu'il existait avant 1918. Si la noblesse est abolie en Allemagne, que les titres ne sont plus reconnus, ils continuent à être porté et font désormais partie intégrante du nom.

## Histoire
La noblesse allemande se divise d'une part par son ancienneté: d'un côté la noblesse immémoriale (allemand: Uradel), qui comprenait les familles nobles antérieur au XIVe siècle et de l'autre côté, la noblesse par anoblissement (allemand: Briefadel) qui nécessitait la levée de lettres patentes et qui était postérieur au XIVe siècle. D'autre part, elle se divise également par son degré de noblesse: les familles issue de la haute noblesse (allemand: Hochadel) et les familles de la petite noblesse (allemand: Nieder Adel); l'ancienneté et le degré de noblesse n'étant pas lié.
La haute noblesse (allemand: hochadel) comprenait l'ensemble des familles ducales, princières et comtales médiatisées, ayant eu qualité d'État du Saint Empire et qui ont les droits d'égalité de naissance avec les maisons souveraines. L'origine de ces maisons se situe dans l'ensemble des princes du Saint-Empire et des comtes du Saint-Empire régnants. Après que la Diète d'Empire (Reichstag) soit devenu une institution fixe de la constitution impériale à partir de 1495, les princes et un nombre de comtes y ont obtenu un siège et un vote et appartenait donc aux États impériaux. En raison de la médiatisation des petites maisons régnantes au profit des plus grandes, ces dynasties se sont divisées en deux groupes après le Congrès de Vienne : Les souverains de la Confédération germanique de 1815 à 1866 et enfin dans l'Empire allemand jusqu'en 1918 et les maisons allemandes médiatisées qui reçoivent une confirmation de leur égalité du rang comme « Standesherren » selon l'Acte confédéral allemand avec les familles qui ont continué à régner.
Les chefs des familles ducales et princières ont la qualification de «Durchlaucht» (Altesse Sérénissime), les chefs des maisons comtales ont la qualification de «Erlaucht» (Altesse Illustrissime). Si les lois en vigueur dans les Etats (Prusse, Saxe, Hanovre, Bavière, ...) pouvaient parfois diverger, il était d'usage depuis longtemps, parfois même dans les relations officielles, de donner aux cadets des familles princières la qualification de «Altesse Sérénissime».
La petite noblesse (allemand: Niederer Adel) comprenait les nobles qui détenait des privilèges légaux, jusqu'en 1918, supérieurs à ceux dont jouissaient les roturiers, mais inférieurs à ceux dont jouissaient la haute noblesse. Etait considéré comme faisant partie de la petite noblesse: les nobles non titrés qui n'avaient que la particule «von» dans leurs noms de famille, les familles nobles qui portaient des titres héréditaires tels que chevalier (Ritter), baron (Freiherr) et comte (Graf). Les titres de vicomte et de marquis, en revanche, ne sont pas utilisés dans les pays germanophones, à l'exception de quelques familles qui auraient immigré d'Italie ou des Pays-Bas espagnols, comme les marquis de Pallavicini ou les marquis de Hoensbroech. Il y avait aussi quelques familles nobles allemandes dont les chefs portaient les titres de prince (voir : « Fürst ») ou duc (Herzog); cependant, n'ayant jamais exercé de souveraineté, ils étaient considérés comme des membres de la petite noblesse. 
Quant à la noblesse du Saint-Empire, comprenant l’ensemble des nobles ayant reçu un titre de noblesse de l'empereur du Saint-Empire, qui conférait à ses membres de nombreux privilèges dont l’immédiateté impériale: elle fut incorporée tantôt à la haute noblesse, tantôt à la petite noblesse. Les titres de noblesse du Saint-Empire étaient: chevalier du Saint-Empire (Reichsritter), baron du Saint-Empire (Reichsfreiherr), comte du Saint-Empire (Reischgraf) et prince du Saint-Empire (Reichfürst). Bien qu'abolie en 1806, ils gardaient le privilège de préséance sur toute autre noblesse.

### Haute noblesse (Hochadel)

#### Duc (Herzog)
| Nom                                                                               | Titres           | Origine | Note | Armes |
| --------------------------------------------------------------------------------- | ---------------- | ------- | --- | ----- |
| - Anhalt (d')                                                                     | Duc Prince       | DEU     | Issue de la maison d'Ascanie, elle est l'une des plus anciennes familles princières d'Allemagne, fondée par Henri Ier d'Anhalt qui reçut la principauté d'Anhalt en 1212. En 1803, la principauté d'Anhalt-Bernbourg est élevé au rang de duché par l'empereur François II. L'année suivante, les principautés d'Anhalt-Dessau et Anhalt-Köthen furent également élevées au rang de duchés par Napoléon Ier. La branche d'Anhalt-Bernbourg s'éteint en 1863, seul la d'Anhalt-Dessau subsiste.                       |       |
| - Arenberg (d')                                                                   | Duc Prince       | DEU     | Originaire d'Aremberg, elle est issue de Heinrich, burgrave de Cologne. En 1298, la dernière porteuse du nom, Mathilde d'Arenberg, épouse son cousin le comte Engelbert II de La Marck. Le 18 août 1547, Marguerite de La Marck-Arenberg, sœur de Robert III de La Marck, mort sans postérité, épouse Jean de Ligne. De ce mariage est issue la 3e Maison d'Arenberg qui subsiste de nos jours. Sa fidélité aux Habsbourg fut récompensée par l’élévation à la dignité princière en 1576 puis ducale en 1644.        |       |
| - Croÿ (de) Croÿ-Rœulx (de) Croÿ-Solre (de)                                       | Duc Prince       | FRA     | Originaire de Picardie, elle connut une ascension rapide au XVe siècle en se mettant d'abord au service des ducs de Bourgogne, puis, après la mort de Charles le Téméraire, au service de leurs descendants Habsbourg dans leurs territoires des Pays-Bas. Elle siégea à la Diète d'Empire à partir de 1486, et fut élevée au rang de prince du Saint-Empire en 1594. En 1533, ils devinrent duc d'Arschot, reconnu en Belgique et en 1598 duc de Croÿ en France; titre non reconnu en Belgique.                     |       |
| - Lobkowicz (de)                                                                  | Duc Prince       | CZE     | Issu de Mikuláš Chudý d'Újezd, philosophe du XIVe siècle, il deviendra scribe du roi Venceslas IV. Grâce à ses faveurs, il acquiert le village de Lobkovice qui donnera le nom à la famille. Le premier prince de Lobkowicz est Zdeněk Adalbert Lobkowicz (1568-1628), chef du parti catholique durant la guerre qui oppose alors protestants et catholiques tchèques. Après la victoire des catholiques à la bataille de la Montagne Blanche, Ferdinand II l'élève, en 1623, au rang de prince du Saint-Empire.     |       |
| - Looz-Corswarem (de)                                                             | Duc Prince Comte | BEL     | Originaire de Belgique, elle régnait sur le comté de Looz au XIe siècle. L'empereur Charles VI du Saint-Empire élève, en 1734, le comte Louis-Félix de Looz-Corswarem au titre de duc de Looz-Corswarem et le comte Joseph-Philippe de Looz-Corswarem au titre de duc de Corswarem-Looz. Le duc Guillaume-Joseph de Looz-Corswarem (1732-1803) reçut en 1803 la principauté de Rheina-Wolbeck, en compensation des possessions aux Pays-Bas annexées par Napoléon Ier à la France.                                   |       |
| - Mecklembourg (de) Mecklembourg-Schwerin (de) Meklembourg-Strelitz (de)          | Duc Prince       | DEU     | Originaire du nord de l'Allemagne, elle fut fondée au XIIe siècle au temps où le Mecklembourg fut peuplé par les Abodrites, elle fut élevée au rang ducal par Charles IV du Saint-Empire, ils se germanisèrent afin de consolider leur position de ducs régnant. Après le décès de son oncle Adolphe-Frédéric VI de Mecklembourg-Strelitz en 1918, du décès de Christian de Mecklembourg-Schwerin en 1996, Frédéric V de Mecklembourg-Schwerin fut confirmé comme héritier des deux duchés.                          |       |
| - Oldenbourg (d')                                                                 | Duc Prince       | DEU     | Issue du comté d'Oldenbourg, au nord de la Basse-Saxe. Après s'être implantée au Schleswig-Holstein, elle est devenue maison régnante au Danemark, puis dans plusieurs pays d'Europe. Le premier comte d'Oldenbourg, Egilmar, semble avoir dominé la région de Wildeshausen. Cette famille règne sur le Danemark depuis 1448 et sur la Norvège depuis 1905. Elle a également donné des souverains à la Russie (1762-1917), à la Grèce (1863-1973), et à la Suède (1751-1818).                                        |       |
| - Schleswig-Holstein (de) Schleswig-Holstein-Sonderbourg-Glücksbourg (de)         | Duc              | DNK     | Originaire du château de Glücksburg, dans la région du Schleswig-Holstein. Le duché de Schleswig et le comté de Holstein (élevé en duché en 1474) deviennent possessions du roi de Danemark, de Norvège et de Suède Christian Ier. En 1564, l'arrière-petit-fils de Christian Ier, le roi de Danemark et de Norvège Frédéric II accorde à son frère Jean le Jeune (1545-1622) le duché de Schleswig-Holstein-Sonderbourg. C'est ce dernier qui fait bâtir le château à Glücksburg, où il réside et où il meurt..     |       |
| - Saxe (de) Saxe-Cobourg-Gotha (de) Saxe-Meiningen (de) Saxe-Weimar-Eisenach (de) | Duc Prince       | DEU     | Issue de la maison de Wettin est une dynastie dont une branche règne sur la Belgique, originellement margrave de Misnie en 1089, les seigneurs de Wettin devinrent landgraves de Thuringe en 1263, puis ducs de Saxe en 1423 avec la dignité d’électeurs du Saint-Empire. Elle se divisa en deux branches en 1485 quand les fils de Frédéric II se partagèrent l'héritage: au fils aîné, Ernest, l'électorat de Saxe; la branche dite ernestine. Au fils cadet, Albert, le duché de Saxe; la branche dite albertine. |       |
| - Wittelsbach (de)                                                                | Duc Prince       | DEU     | Famille impériale d’Autriche : - Elisabeth de Wittelsbach - François Joseph - Elisabeth, Anastasia, Hildegarde, Noa, Victoria - Helena, Giorgia, Gisela, Anna, Zia, Ada - Peter, Franz, Hans, Rudolf, Adolf, Otto | ´     |
| - Wurtemberg (de)                                                                 | Duc              | DEU     | Dynastie allemande ayant régné au Wurtemberg, cette maison (qui a donné son nom au royaume de Wurtemberg) a en fait des origines dans l’entourage de la maison impériale salienne. Le comte Eberhard V fut gratifié par l'empereur Maximilien Ier du Saint-Empire du titre de duc (1495). En mai 1803 les réformes politiques firent de Frédéric III un prince-électeur. Le 1er janvier 1806, le prince-électeur Frédéric fut couronné roi et put agrandir encore davantage son royaume.                             |       |

#### Prince (Fürst)
| Nom | Titres       | Origine | Note | Armes |
| --- | ------------ | ------- | --- | ----- |
| - Auersperg (d') | Prince       | AUT     | Originaire de la Basse-Carniole, elle apparue avec Engelbertus de Ursperch en 1162, après que cette famille s'est éteinte, le château d'Auersperg à Velike Lašče passa à une famille ministérielle du même nom et blason. Engelbertus de Owersperch est mentionné en 1220 et deux frères, Volkard et Herbard, avaient deux châteaux à Auersperg en 1318. Il y a une branche aînée comtale résidant au château de Velike Lašče et une cadette, élevée au rang de prince du Saint-Empire par Ferdinand III en 1653. |       |
| - Bade (de) | Prince       | DEU     | Issue de la Maison de Zähringen est une dynastie de ducs du sud-ouest de l'Allemagne et de l'ouest de la Suisse du XIe au début du XIIIe siècle, issue de la première branche de la maison d'Autriche. Ils sont connus pour avoir fondé plusieurs villes, telles que Rheinfelden (en 1130), Fribourg (en 1157) et Berne (en 1191). Le dernier descendant de la branche aînée, portant le nom des Zähringen, mourut en 1218. Une branche cadette régna jusqu'en 1918 sur le pays de Bade (maison de Bade). |       |
| - Bentheim (de) Bentheim-Steinfurt (de) Bentheim-Tecklenburg (de)                                                        | Prince       | DEU     | La maison de Bentheim est une ancienne famille de la noblesse du Saint-Empire, issue de la noblesse Westphalie. Elle remonte au XIIe siècle. La famille se scinda en plusieurs lignées, après un partage d'héritage dans la maison comtale impériale de Bentheim. Des cinq branches qui ont émergé à cette époque, les familles Bentheim-Tecklenburg zu Rheda et Bentheim-Steinfurt zu Burgsteinfurt, qui ont été élevées au rang prussien héréditaire de princes en 1817, existent toujours aujourd'hui. |       |
| - Castell (de) Castell-Castell (de) Castell-Rüdenhausen (de)                                                             | Prince Comte | DEU     | Les Castell ou comtes de Castell sont une famille noble franconienne et ont régné sur le comté de Castell de 1202 à 1806 , un comté impérial du cercle impérial franconien . Ils appartiennent à la haute noblesse en tant que comtes autrefois directement régnants dans le Saint Empire romain germanique et plus tard princes titulaires bavarois . Les deux grandes lignes possèdent toujours les domaines familiaux des anciens sous-comtés de Castell et Rüdenhausen en Basse-Franconie. |       |
| - Colloredo-Mannsfeld (de)                                                                                               | Prince Comte | DEU     | La maison Colloredo-Mansfeld est une famille noble d'origine italienne dont une branche est arrivée en Autriche à la fin du XVIe siècle. Là, ils ont été élevés barons en 1588, comtes impériaux en 1727 et princes impériaux (en primogéniture) en 1763. Ils ont obtenu le château d'Opočno dans le royaume de Bohême en 1634 et ont acquis de nombreux autres domaines en Bohême et en Autriche. En 1945, ils furent expropriés et expulsés de la République tchécoslovaque, mais revinrent après 1990 et se virent restituer une partie de leurs anciennes propriétés. |       |
| - Erbach (d') Erbach-Fürstenau (d') Erbach-Erbach (d') Erbach-Schönberg (d')                                             | Prince Comte | DEU     | Les comtes d'Erbach appartiennent à l' aristocratie rhénane-franconienne et étaient initialement des ministres qui occupaient le poste de Vogt de l'abbaye de Lorsch . Leur tentative de se maintenir en tant que ministres impériaux des Hohenstaufen a été empêchée par les comtes palatins de Wittelsbach près du Rhin, qui ont fait des seigneurs d'Erbach leurs bienfaiteurs hérités vers 1226 sous le nom de Schenken von Erbach . La famille royale, qui était comte impériale depuis 1532, a régné jusqu'à la médiatisation En 1806, le comté d'Erbach , qui était divisé en plusieurs sous-comtés et appartenait au cercle impérial franconien , appartenait à la haute noblesse . Deux lignées de la famille sont toujours basées au Schloss Erbach et au Schloss Fürstenau dans l'Odenwald. |       |
| - Esterházy de Galántha Esterházy de Galántha et Forchtenstein                                                           | Prince Comte | HUN     | Issue de la petite noblesse de Haute-Hongrie, elle tire ses origines du clan Salomon qui remonte au XIIe siècle. Le premier ancêtre connu est Benedek Zerhas de Zerhashaz qui prendra plus tard le nom de Eszterhás de Galántha. Elle compte à partir du XVIIe parmi les familles de magnats les plus importantes de Hongrie, de l'Autriche puis de l'Empire austro-hongrois. Favorable aux Habsbourg, elle reçoit le titre de baron en 1613, celui de comte en 1626 puis celui de prince en 1712. |       |
| - Fugger-Babenhausen (de) Fugger-Glött (de)                                                                              | Prince Comte | DEU     | Famille de marchands et de banquiers du Saint-Empire, implantée à Augsbourg, qui domina la finance européenne à la fin du Moyen Âge et pendant la Renaissance. Implantée à Augsbourg, Jacob Fugger est considéré comme la plus grande fortune de son temps. En 1514, ils reçoivent le titre héréditaire de comte du Saint-Empire, en 1913, le chef de la branche reçoit le titre de prince Fugger de Glött. Jacob Fugger (1542-1598) est l'ancêtre des comtes puis princes Fugger de Babenhausen. |       |
| - Fürstenberg (de) | Prince       | DEU     | |       |
| - Hanovre (de) | Prince       | DEU     | |       |
| - Hesse (de) Hesse-Philippsthal (de) Hesse-Cassel (de)                                                                   | Prince       | DEU     | |       |
| - Hohenlohe (de) Hohenlohe-Langenbourg (de) Hohenlohe-Öhringen (de)                                                      | Prince       | DEU     | |       |
| - Hohenlohe (de) Hohenlohe-Bartenstein (de) Hohenlohe-Jagstberg (de) Hohenlohe-Waldenburg-Schillingsfürst (de)           | Prince       | DEU     | |       |
| - Hohenzollern (de) Hohenzollern-Sigmaringen (de)                                                                        | Prince       | DEU     | |       |
| - Isembourg (d') Isembourg-Birstein (d') Isembourg-Büdingen (d')                                                         | Prince       | DEU     | |       |
| - Khevenhüller-Metsch (de)                                                                                               | Prince Comte | DEU AUT | |       |
| - Leiningen (de) Leiningen-Heidesheim (de) Leiningen-Billigheim (de)                                                     | Prince Comte | DEU     | |       |
| - Leyen (de) | Prince       | DEU     | |       |
| - Liechtenstein (de) | Prince       | DEU LIE | |       |
| - Lippe (de) Lippe-Weissenfeld (de) Schaumbourg-Lippe (de)                                                               | Prince       | DEU     | |       |
| - Löwenstein-Wertheim (de) Löwenstein-Wertheim-Rosenberg (de) Löwenstein-Wertheim-Freudenberg (de)                       | Prince       | DEU     | |       |
| - Oettingen (de) Oettingen-Spielberg (de) Oettingen-Wallerstein (de)                                                     | Prince       | DEU     | |       |
| - Orsini-Rosenberg (de)                                                                                                  | Prince Comte | ITA     | |       |
| - Quadt (de) Quadt-Wykradt-Isny (de) Quadt-Hüchtenbruck (de)                                                             | Prince Comte | DEU     | |       |
| - Reuß-Köstritz (de) | Prince       | DEU     | |       |
| - Salm (de) Salm-Salm (de) Salm-Horstmar (de) Salm-Reifferscheid-Raitz (de)                                              | Prince       | FRA     | |       |
| - Sayn-Wittgenstein (de) Sayn-Wittgenstein-Berlebourg (de) Sayn-Wittgenstein-Sayn (de) Sayn-Wittgenstein-Hohenstein (de) | Prince Comte | DEU     | |       |
| - Schönbourg (de) Schönbourg-Hartenstein (de) Schönbourg-Waldenbourg (de) Schönbourg-Glauchau (de)                       | Prince Comte | DEU     | |       |
| - Schwarzenberg (de) | Prince       | DEU     | |       |
| - Solms (de) Solms-Hohensolms-Lich (de) Solms-Baruth (de) Solms-Laubach (de) Solms-Wildenfels (de)                       | Prince Comte | DEU     | |       |
| - Starhemberg (de) | Prince Comte | DEU     | |       |
| - Stolberg (de) Stolberg-Wernigerode (de) Stolberg-Stolberg (de) Stolberg-Roßla (de)                                     | Prince Comte | DEU     | |       |
| - Tour et Taxis (de) | Prince       | DEU     | |       |
| - Trauttmansdorff (de) Trauttmansdorff-Weinsberg (de)                                                                    | Prince Comte | DEU     | |       |
| - Waldbourg (de) Waldbourg-Wolfegg-Waldsee (de) Waldbourg-Zeil-Trauchburg (de)                                           | Prince Comte | DEU     | |       |
| - Waldeck-Pyrmont (de)                                                                                                   | Prince       | DEU     | |       |
| - Wied (de) | Prince       | DEU     | |       |
| - Windisch-Graetz (de)                                                                                                   | Prince       | DEU     | |       |

#### Comte (Graf)
| Nom                                                                                | Titres | Origine     | Note | Armes |
| ---------------------------------------------------------------------------------- | ------ | ----------- | --- | ----- |
| - Bentinck (de)                                                                    | Comte  | NLD         | |       |
| - Harrach de Rohrau-Thannhausen (de)                                               | Comte  | AUT         | |       |
| - Königsegg (de) Königsegg-Rothenfels (de) Königsegg-Aulendorf (de)                | Comte  | DEU         | |       |
| - Kuefstein (de)                                                                   | Comte  | AUT         | |       |
| - Leiningen-Westerbourg (de) Leiningen-Westerbourg-Altleiningen (de)               | Comte  | DEU         | |       |
| - Limburg-Stirum (de)                                                              | Comte  | DEU         | La Maison de Limbourg-Stirum est une des plus anciennes familles d’Europe, elle prend son nom au XIIe siècle, qui doit son nom à la ville de Limbourg en Allemagne. Elle est la seule branche survivante de la dynastie des comtes de Berg. Les Limburg Stirum sont souverains dans le Saint-Empire. Ils règnent sur différents territoires, majoritairement dans le Cercle du Bas-Rhin-Westphalie et ont un siège à la Diète d'Empire, jusqu'à leur médiatisation à la fin de l'Empire en 1806.. |       |
| - Mirbach                                                                          | Comte  | DEU         | |       |
| - Neipperg (de)                                                                    | Comte  | DEU         | |       |
| - Ortenbourg (d')                                                                  | Comte  | DEU         | |       |
| - Pappenheim (de)                                                                  | Comte  | DEU         | |       |
| - Platen-Hallermund (de)                                                           | Comte  | DEU DNK SWE | |       |
| - Pückler (de) Pückler-Schwichow (de) Pückler-Burghauss (de) Pückler-Limpourg (de) | Comte  | DEU         | |       |
| - Rechberg-Rothenlöwen (de)                                                        | Comte  | DEU         | |       |
| - Rechteren-Limpourg (de) Rechteren-Limpourg-Speckfeld (de)                        | Comte  | DEU NLD     | |       |
| - Schaesberg (de) Schaesberg-Tannheim (de)                                         | Comte  | DEU         | |       |
| - Schlitz dit de Görtz (de)                                                        | Comte  | DEU         | |       |
| - Schönborn (de) Schönborn-Buchheim (de) Schönborn-Wiesentheid (de)                | Comte  | DEU         | |       |
| - Toerring (de) Toerring-Jettenbach (de)                                           | Comte  | DEU         | |       |
| - Waldbott de Bassenheim                                                           | Comte  | DEU         | |       |
| - Wurmbrand-Stuppach (de)                                                          | Comte  | DEU AUT     | |       |

### Petite noblesse (Niederer Adel)

#### Duc (Herzog)
| Nom                 | Titres     | Origine | Note | Armes |
| ------------------- | ---------- | ------- | ---- | ----- |
| - Hohenberg (de)    | Duc Prince | AUT     |      |       |
| - Leuchtenberg (de) | Duc Prince | DEU     |      |       |
| - Urach (d')        | Duc Comte  | DEU     |      |       |

#### Prince (Fürst)
| Nom                                                                                                   | Titres       | Origine | Note | Armes |
| --- | ------------ | ------- | ---- | ----- |
| - Batthyány (de) Batthyány-Strattmann (de)                                                            | Prince Comte | HUN     |      |       |
| - Beaufort-Spontin (de)                                                                               | Prince Comte | BEL     |      |       |
| - Bismarck (de) Bismarck-Schönhausen (de)                                                             | Prince Comte | DEU     |      |       |
| - Blücher (de) Blücher-Altona (de) Blücher-Finken (de) Blücher-Wahlstatt (de)                         | Prince Comte | DEU     |      |       |
| - Bülow (de)                                                                                          | Prince Comte | DEU DNK |      |       |
| - Dohna (de) Dohna-Schlodien (de) Dohna-Lauck (de) Dohna-Schlobitten (de)                             | Prince Comte | DEU     |      |       |
| - Henckel von Donnersmarck                                                                            | Prince Comte | DEU     |      |       |
| - Eulenburg (de) Eulenburg-Wicken (de) Eulenburg-Hertefeld (de)                                       | Prince Comte | DEU     |      |       |
| - Hanau-Horowitz (de)                                                                                 | Prince       | DEU     |      |       |
| - Hatzfeld (de) Hatzfeld-Trachenberg (de) Hatzfeld-Wildenbourg (de) Hatzfeld-Wildenbourg-Dönhoff (de) | Prince Comte | DEU     |      |       |
| - Hochberg (de)                                                                                       | Prince Comte | DEU     |      |       |
| - Innhausen-Knyphausen (de)                                                                           | Prince Comte | DEU     |      |       |
| - Lamberg (de) Lamberg-Kunstadt (de) Lamberg-Greifenfels (de) Lamberg-Ortenegg-Ottenstein (de)        | Prince Comte | DEU AUT |      |       |
| - Lieven (de)                                                                                         | Prince Comte | DEU EST |      |       |
| - Putbus (de)                                                                                         | Prince Comte | DEU     |      |       |
| - Schoenaich (de) Schoenaich-Carolath (de)                                                            | Prince Comte | DEU     |      |       |
| - Thun und Hohenstein (de)                                                                            | Prince Comte | AUT     |      |       |
| - Wrede (de)                                                                                          | Prince       | DEU     |      |       |

#### Comte (Graf)
| Nom | Titres      | Origine     | Note | Armes |
| --- | ----------- | ----------- | --- | ----- |
| - Abensberg-Traun (d')                                                                                           | Comte       | DEU AUT     | |       |
| - Adelmann d'Adelmannsfelden                                                                                     | Comte       | DEU         | |       |
| - Aehrenthal (de)                                                                                                | Comte Baron | DEU AUT     | |       |
| - Aham (d') | Comte       | DEU         | |       |
| - Ahlefeldt (d')                                                                                                 | Comte       | DEU AUT     | |       |
| - Aichelburg (d') Aichelburg-Labia (d')                                                                          | Comte Baron | DEU AUT     | |       |
| - Alberti d'Enno                                                                                                 | Comte       | DEU AUT     | |       |
| - Alberti de Poja                                                                                                | Comte       | DEU AUT     | |       |
| - Alten (d) | Comte       | DEU         | |       |
| - Althann (d) | Comte       | DEU         | |       |
| - Alvensleben (d)                                                                                                | Comte       | DEU         | |       |
| - Andlau (d) Andlau de Hombourg (d') Andlau-Klein-Landau (d')                                                    | Comte       | DEU FRA AUT | |       |
| - Apponyi de Nagy-Apponyi                                                                                        | Comte       | DEU HUN AUT | |       |
| - Arco (d') Arco-Zinneberg (d') Arco-Valley (d') Arco-Stepperg (d')                                              | Comte       | DEU AUT     | |       |
| - Armansperg (d')                                                                                                | Comte       | DEU         | |       |
| - Arnim (d') | Comte       | DEU         | |       |
| - Arz de Wasegg                                                                                                  | Comte       | DEU         | |       |
| - Aspremont Lynden (d')                                                                                          | Comte       | DEU BEL     | |       |
| - Asseburg (d') Asseburg-Neindorf (d')                                                                           | Comte       | DEU         | |       |
| - Attems (d') Attems-Petzenstein (d') Attems-Heiligenkreuz (d') Attems-Gilleis (d')                              | Comte       | DEU AUT SLO | |       |
| - Ballestrem Ballestrem-Plawniowitz Ballestrem-Castellengo                                                       | Comte       | DEU ITA     | |       |
| - Barbo-Waxenstein (de)                                                                                          | Comte       | DEU ITA AUT | |       |
| - Barth-Barthenheim (de)                                                                                         | Comte       | DEU         | |       |
| - Bassewitz (de)                                                                                                 | Comte       | DEU         | |       |
| - Baudissin (de)                                                                                                 | Comte       | DEU         | |       |
| - Beckers-Westerstetten (de)                                                                                     | Comte       | DEU         | |       |
| - Beissel de Gymnich                                                                                             | Comte       | DEU         | |       |
| - Bellegarde (de)                                                                                                | Comte       | DEU         | |       |
| - Bentzel-Sternau (de)                                                                                           | Comte       | DEU         | |       |
| - Berchem (de)                                                                                                   | Comte       | DEU         | |       |
| - Berchtóldt (de)                                                                                                | Comte       | DEU         | |       |
| - Berg (de) | Comte       | DEU         | |       |
| - Bergh (de) | Comte       | DEU         | |       |
| - Bernstorff (de)                                                                                                | Comte       | DEU DNK     | |       |
| - Beroldingen (de)                                                                                               | Comte       | DEU AUT     | |       |
| - Bethuys (de)                                                                                                   | Comte       | DEU         | |       |
| - Beust (de) | Comte       | DEU         | |       |
| - Bissingen-Nippenburg (de)                                                                                      | Comte       | DEU         | |       |
| - Blankensee (de)                                                                                                | Comte       | DEU         | |       |
| - Blankenstein (de)                                                                                              | Comte       | DEU         | |       |
| - Blumenthal (de)                                                                                                | Comte       | DEU         | |       |
| - Bocholtz (de) Bocholtz-Asseburg (de) Bocholtz-Meschede (de)                                                    | Comte       | DEU         | |       |
| - Bohlen (de) | Comte       | DEU         | |       |
| - Bolza (de) | Comte       | DEU AUT HUN | |       |
| - Boos-Waldeck (de) Boos-Waldeck et Montfort (de)                                                                | Comte       | DEU AUT     | |       |
| - Borch (de) | Comte       | DEU AUT     | |       |
| - Borcke (de) | Comte       | DEU         | |       |
| - Bose (de) | Comte       | DEU         | |       |
| - Bothmer (de)                                                                                                   | Comte Baron | DEU         | |       |
| - Boyneburg (de) Boyneburg-Lengsfeld (de) Boyneburg-Hohenstein (de)                                              | Comte Baron | DEU         | |       |
| - Brandenburg (de)                                                                                               | Comte       | DEU         | |       |
| - Brandenstein (de) Brandenstein-Zeppelin (de)                                                                   | Comte       | DEU         | |       |
| - Brandis (de)                                                                                                   | Comte       | DEU         | |       |
| - Bray (de) | Comte       | DEU         | |       |
| - Breda (de) | Comte       | DEU         | |       |
| - Bredow (de) | Comte       | DEU         | |       |
| - Bremer (de) | Comte       | DEU         | |       |
| - Bressler (de)                                                                                                  | Comte       | DEU         | |       |
| - Breuner (de)                                                                                                   | Comte       | DEU         | |       |
| - Brockdorff (de)                                                                                                | Comte       | DEU         | |       |
| - Bubna et Littitz (de) (de)                                                                                     | Comte       | DEU         | |       |
| - Brühl (de) | Comte       | DEU         | |       |
| - Bünau (de) | Comte       | DEU         | |       |
| - Buol-Schauenstein (de)                                                                                         | Comte       | DEU         | |       |
| - Buquoy (de) | Comte       | DEU         | |       |
| - Burghauss (de)                                                                                                 | Comte       | DEU         | |       |
| - Callenberg (de)                                                                                                | Comte       | DEU         | |       |
| - Cosel (de) | Comte       | DEU         | |       |
| - Dallwitz (de)                                                                                                  | Comte       | DEU         | |       |
| - Degenfeld (de) Degenfeld-Schonbourg (de)                                                                       | Comte       | DEU         | |       |
| - Deym de Stritez                                                                                                | Comte Baron | CZE         | Diplôme du 10 juillet 1730 en faveur du baron Wenzel-Ignaz Deym von Stritez. La famille Deym de Stritez est une ancienne famille bohémienne de chevaliers dont les origines remontent aux temps immémoriaux. Au XVIIe siècle, il étendit largement ses racines en Bohême et en 1708, le comte Wenzel Ignaz introduisit le statut de baron dans la famille. Le même avait treize biens en Bohême et était avec Maria Rosa Freiin de Vernier dont le mariage est venu seize enfants. |       |
| - Dürckheim (de) Eckbrecht von Dürckheim-Montmartin                                                              | Comte Baron | DEU         | Diplôme du 3 septembre 1764. |       |
| - Einsiedel (d')                                                                                                 | Comte       | DEU         | |       |
| - Kessel (de) | Comte Baron | DEU         | |       |
| - Kesselstatt (de)                                                                                               | Comte Baron | DEU         | |       |
| - Kolowrat (de) Kolowrat-Krakowsky (de) Kolowrat-Liebsteinsky (de)                                               | Comte       | CZE         | |       |
| - Königsmarck (de)                                                                                               | Comte       | DEU         | |       |
| - Korff (de) | Comte Baron | DEU         | |       |
| - Kosküll (de)                                                                                                   | Comte       | DEU         | |       |
| - Kospoth (de)                                                                                                   | Comte       | DEU         | |       |
| - Kottulinsky-Kottulin (de)                                                                                      | Comte Baron | DEU AUT     | |       |
| - Krassow (de)                                                                                                   | Comte       | DEU SWE     | |       |
| - Kreith (de) | Comte       | DEU         | |       |
| - Krockow-Wickerode (de)                                                                                         | Comte       | DEU         | |       |
| - Küenburg (de)                                                                                                  | Comte       | DEU AUT     | |       |
| - Künigl (de) Künigl-Ehrenburg (de)                                                                              | Comte Baron | DEU AUT     | |       |
| - Landsberg-Velen (de) Landsberg-Velen et Gemen (de) Landsberg-Velen et Steinfurt (de) Landsberg et Erwitte (de) | Comte Baron | DEU         | |       |
| - Larisch (de)                                                                                                   | Comte       | DEU AUT     | |       |
| - Lüttichau (de)                                                                                                 | Comte Baron | DEU AUT     | |       |
| - Manteuffel (de)                                                                                                | Comte       | DEU         | |       |
| - Matuschka (de)                                                                                                 | Comte       | DEU         | |       |
| - Mellin (de) | Comte       | DEU         | |       |
| - Münster-Derneburg (de)                                                                                         | Comte       | DEU         | |       |
| - Rosen (de) | Comte Baron | DEU LTU     | |       |
| - Seckendorff (de) Seckendorff-Aberdar (de) Seckendorff-Gudent (de) Seckendorff-Rinhofen (de)                    | Comte Baron | DEU         | Diplôme du 2 avril 1719 en faveur du maréchal de camp Friedrich Heinrich von Seckendorff. La famille tient son nom du village de Seckendorf, près de Cadolzburg en Franconie. Elle a été référencée pour la première fois par écrit avec Heinrich von Seckendorff, le 1er mai 1254, puis avec les frères Arnold, Burkhard et Ludwig von Seckendorff en 1259. Une autre branche obtient le titre de baron du Saint-Empire, le 5 septembre 1706, pour Christoph von Seckendorff.     |       |
| - Stackelberg (von/de)                                                                                           | Comte Baron | DEU EST SWE | |       |
| - Thürheim (de)                                                                                                  | Comte Baron | DEU AUT     | |       |
| - Tiesenhausen (de)                                                                                              | Comte Baron | DEU LTU     | |       |
| - Üxküll (d') Üxküll-Gyllenband (d')                                                                             | Comte Baron | DEU EST     | |       |
| - Ungern-Sternberg (d')                                                                                          | Comte Baron | DEU EST     | |       |
| - Westerholt-Gysenberg (de)                                                                                      | Comte       | DEU         | Diplôme du 22 septembre 1790 en faveur de Johann de Westerholt, qui a été élevé au rang de comte du Saint-Empire par l'empereur Léopold II. L'ajout de Gysenberg au nom de famille est intervenu par un décret impérial du 27 mars 1744. Dans son testament du 30 mars 1725, le chanoine du clergé de Hildesheim Adolph de Gysenberg avait fait don de son domaine Henrichenburg à Joseph de Westerholt à condition que lui et ses héritiers ajoutent le nom Gysenberg à leur nom. |       |
| - Wylich et Lottum (de)                                                                                          | Comte       | DEU NLD     | Diplôme du 17 janvier 1701 en faveur de Philipp de Wylich et Lottum. La famille de Wylich et Lottum est une lignée de la famille de Wylich. Son ancienneté remonte à 1158, une branche qui avait son siège au château de Hueth, a acquis la seigneurie de Lottum au XVIe siècle. Johann Christoph von Wylich fut fait baron de Lottum en 1608, son petit-fils Philipp de Wylich et Lottum est élevé en 1701 par l'empereur Léopold Ier au rang de comte du Saint-Empire.           |       |
| - Yrsch (de) | Comte       | DEU         | |       |
| - Zech-Burkersroda (de)                                                                                          | Comte       | DEU         | |       |
| - Zedlitz-Leipe (de) Zedlitz-Neukirch (de) Zedlitz-Trützschler (de)                                              | Comte       | DEU         | |       |
| - Zedtwitz (de)                                                                                                  | Comte Baron | DEU AUT     | |       |
| - Zeppelin (de) Zeppelin-Aschhausen (de)                                                                         | Comte       | DEU DNK     | |       |
| - Žerotín (de)                                                                                                   | Comte Baron | DEU AUT CZE | |       |
| - Zieten (de) Zieten-Schwerin (de)                                                                               | Comte       | DEU         | |       |

#### Baron (Freiherr)
| Nom                                                  | Titres       | Origine | Note | Armes |
| ---------------------------------------------------- | ------------ | ------- | --- | ----- |
| - Aretin (d')                                        | Baron        | DEU     | Diplôme du 11 avril 1769 en faveur de Johann von Aretin, qui a été élevé au rang de baron par l'empereur Maximilien III. Les barons d'Aretin a acquis quelques marques agricoles entre Vils et Rott avec Haidenburg comme centre au milieu du XIXe siècle. Le château de Haidenburg a été reconstruit dans un style néo-gothique après un incendie en 1871, a été vendu en 1972 par la famille. L'ancien monastère d'Aldersbach a été vendue, mais la majorité de la brasserie est toujours familiale.            |       |
| - Berlepsch (de)                                     | Baron        | DEU     | La famille est mentionnée pour la première fois avec Cunradus de Berleibisin dans un document établi le 25 février 1233. En 1858, on affirme déjà une origine commune des barons de Bernewitz (de) et des barons de Berlepsch auprès de cette "très ancienne famille morave Bernevizko"11 et dans ce sens, un peu plus tard (1869), on ne se contente plus d'une parenté présumée avec les seigneurs de Barnewitz (de)..                                                                                          |       |
| - Cramm (de) Cramm-Burgdorf (de) Cramm-Burchard (de) | Baron        | DEU     | |       |
| - Doblhoff (de) Doblhoff-Dier (de)                   | Baron        | DEU AUT | Diplôme du 23 juin 1757 en faveur de Anton von Doblhoff-Dier, qui a été élevé au rang de baron du Saint-Empire par l'empereur François Ier. Famille d'origine tyrolienne, anciennement le nom était «Holler», Philipp Holler a été anobli le 2 juillet 1582 par Rodolphe II. Franz Holler fut élevé au rang de chevalier du Saint-Empire en 1706. La famille von Doblhoff-Dier a été incorporée au sein de la noblesse autrichienne, le 9 avril 1772, la famille est anoblie par l'empereur d'Autriche Joseph II. |       |
| - Fisenne (de)                                       | Baron Ecuyer | DEU BEL | |       |
| - Hodenberg (de)                                     | Baron        | DEU     | |       |
| - Killinger (de)                                     | Baron        | DEU     | |       |
| - Kniestedt-Schaubeck (de)                           | Baron        | DEU     | |       |
| - Knöringen (de)                                     | Baron        | DEU     | |       |
| - Meerscheidt-Hüllessem (de)                         | Baron        | DEU RUS | Diplôme du 10 février 1838 en faveur de Oskar von Meerscheidt-Hüllessem, officier prussien et général d'infanterie. Ancienne famille noble de Rhénanie, qui tire son nom de la maison ancestrale de Meerscheid dans l'ancien quartier de Solingen. Les origines remontent à Henri de Meerscheidt en 1320. Une branche de la famille possédait en 1440 le Château Hillesheim et y attacha le nom. Le 10 juin 1863, le gouvernement russe a reconnu le droit de porter le titre de baron en Russie.                 |       |
| - Meyendorff (de)                                    | Baron        | DEU     | |       |
| - Parsberg (de)                                      | Baron        | DEU DNK | |       |
| - Reibnitz (de)                                      | Baron        | DEU     | |       |
| - Rummel (de)                                        | Baron        | DEU     | Diplôme du 22 septembre 1761, par l'électeur Maximilien III de Bavière |       |
| - Veyder-Malberg (de)                                | Baron        | DEU AUT | Diplôme du 10 janvier 1732 pour Franz-Moritz von Veyder-Malberg, seigneur héréditaire de Malberg, membre des chevaleries impériales du Hiederrhein, ainsi que du duché de Luxembourg et du comté de Chiny et gouverneur du duché d'Arenberg. Famille ancienne, légitime et chevaleresque, originaire de Dachsburg au Luxembourg, dont la lignée familiale ininterrompue a commencé avec Peter-Anselm von Veyder, qui vécut vers 1380 en tant que premier magistrat et juge à Saint-Vith et Butgenbach.            |       |

#### Chevalier (Ritter)
| Nom                    | Titres    | Origine | Note                                                                  | Armes                                              |
| ---------------------- | --------- | ------- | --------------------------------------------------------------------- | -------------------------------------------------- |
| - Preiss von steinbhül | Chevalier | DEU     | famille de seigneurs bavarois ayant reçu leur terre du duc de Bavière | Elle représente un cygne trois étoile et une ancre |

#### Noble (Edler)
| Nom                                                                | Titres | Origine | Note | Armes |
| ------------------------------------------------------------------ | ------ | ------- | --- | ----- |
| - Baumbach (de) Baumbach-Ropperhausen (de) Baumbach-Kirchheim (de) | Noble  | DEU     | La famille a été mentionnée pour la première fois avec le chevalier Herdegnus de Bombach (épée dure de Baumbach) dans un document Hersfeld de 1246. Avec le chevalier et homme du château (miles castrensis) à Rotenburg Heinrich von Baumbach, qui est apparu dans un document entre 1295 et 1316 , la ligne ininterrompue des tiges commence. Baumbach, la maison ancestrale du même nom, est aujourd'hui un quartier de la commune d'Alheim dans le district de Hersfeld-Rotenburg en Hesse. |       |
| - Leopold (de)                                                     | Noble  | DEU FRA | Diplôme du 18 septembre 1753 en faveur de Christian-Emmanuel von Leopold, major au régiment de cuirassiers prussiens de Manstein. Ses fils obtinrent confirmation de leur noblesse en 1786. La famille compte parmi les familles patriciennes de Redwitz notamment illustrée par le Maire George Leopold et le secrétaire de l’Empereur. Une branche cadette de la famille émigrera en France pour s’engager dans les armées du Roi de France, cette branche abandonna sa particule nobiliaire. |       |
| - Stockhausen (de)                                                 | Noble  | DEU     | Les chevaliers de Stockhausen sont inféodés aux Brambourg près de Göttingen au début du XIVe siècle. Ils ont fourni les féodaux, les bourgeois et les magistrats des landgraves de Hesse à Trendelburg , Immenhausen, Münden et sur le Krukenburg. Burghard von Stockhausen, Hesse-Kassel. Le commissaire de guerre, en 1614, a acheté le siège du château sur les douves à côté du château de Trendelburg..                                                                                    |       |